# Ceratosporella stipitata
Ceratosporella stipitata är en svampart som först beskrevs av Goid., och fick sitt nu gällande namn av S. Hughes 1952. Ceratosporella stipitata ingår i släktet Ceratosporella, divisionen sporsäcksvampar och riket svampar.   Inga underarter finns listade i Catalogue of Life.